# José María Caro Rodríguez
José María Caro Rodríguez (Pichilemu, 23 giugno 1866 – Santiago del Cile, 4 dicembre 1958) è stato un cardinale e arcivescovo cattolico cileno.

## Biografia
Nacque a San Antonio de Petrel, Pichilemu, il 23 giugno 1866.
Papa Pio XII lo elevò al rango di cardinale nel concistoro del 18 febbraio 1946. È stato il primo cardinale cileno.
Il 24 ottobre 1950 papa Pio XII gli conferì, ad personam, il titolo di primate del Cile.
Morì il 4 dicembre 1958 all'età di 92 anni e venne sepolto nella cattedrale di San Giacomo.

## Genealogia episcopale
La genealogia episcopale è:
- Cardinale Scipione Rebiba
- Cardinale Giulio Antonio Santori
- Cardinale Girolamo Bernerio, O.P.
- Arcivescovo Galeazzo Sanvitale
- Cardinale Ludovico Ludovisi
- Cardinale Luigi Caetani
- Cardinale Ulderico Carpegna
- Cardinale Paluzzo Paluzzi Altieri degli Albertoni
- Papa Benedetto XIII
- Papa Benedetto XIV
- Papa Clemente XIII
- Cardinale Bernardino Giraud
- Cardinale Alessandro Mattei
- Cardinale Pietro Francesco Galleffi
- Cardinale Giacomo Filippo Fransoni
- Cardinale Carlo Sacconi
- Cardinale Edward Henry Howard
- Cardinale Mariano Rampolla del Tindaro
- Cardinale Rafael Merry del Val y Zulueta
- Cardinale Enrico Sibilia
- Cardinale José María Caro Rodríguez